# 1990 DA3

1990 DA3

1990 DA3 är en asteroid i huvudbältet som upptäcktes den 24 februari 1990 av den belgiske astronomen Henri Debehogne vid La Silla-observatoriet.
Asteroiden har en diameter på ungefär 5 kilometer och den tillhör asteroidgruppen Koronis.